# Itamarati
Itamarati es un municipio brasileño del interior del estado del Amazonas, Región Norte del país. Perteneciente a la Microrregión de Juruá y Mesorregión del Suroeste Amazonense, se localiza al suroeste de Manaus, a una distancia de 983 km. Ocupa una área de 25 275 km², siendo que 0,3682 km² están en perímetro urbano,  y su población fue estimada el año de 2016 en 8 153 habitantes, por el Instituto Brasileño de Geografía y Estadística (IBGE), lo que hace del municipio el segundo menos poblado del estado superando solo a Japurá.
El bioma amazónico predomina en la vegetación encontrada en el municipio, así como en gran medida de los municipios amazónicos. Su tasa de urbanización en 2010 era del 55,64% y su Índice de Desarrollo Humano (IDH) era de 0,477, considerado muy bajo en relación con el estado..
Itamarati fue el municipio del Amazonas que registró los mejores índices de educación en los últimos años. En consonancia con datos del Índice de Desarrollo de la Educación Básica (IDEB), el municipio registró en 2011 5,1 puntos los primeros años de la enseñanza fundamental, y 4,9 puntos los últimos años de la misma modalidad de enseñanza.. Comparando con otros municipios amazonenses, Itamarati obtuvo la mejor posición en 2009, y la segunda mejor posición en 2011, quedando atrás solo de Nhamundá.
El transporte en el municipio es básicamente fluvial, siendo que este no dispone de acceso a otras ciudades por medio de carreteras. Esto se debe al hecho de que la ciudad está situada en una área de selva densa. El transporte aéreo es escaso.

## Etimología
"Itamarati" una palabra de origen Guaraní Ñe'engatú: significa "Piedra blancas", por la unión de itá (piedra), moroti (blanco)

## Historia
La historia del municipio de Itamarati esta fuertemente conectada a la del municipio de Carauari, en cuyos orígenes eran parte de Tefé.
Tefé llegó a ser el mayor municipio de Brasil y del mundo en área territorial, llegando a tener una área de 500.000 kilómetros cuadrados a mediados del siglo XIX. Posteriormente, hubo varios desmembramentos de su territorio, para constituir nuevos municipios autónomos. Así, en 1911, se creó el municipio de Xibauá, que pasó a denominarse Carauari dos años después, en 1913. Carauari, sin embargo, fue extinto en 1930, pero fue restaurado en 1931.
En 10 de diciembre de 1981, con una nueva redivisão territorial en el Amazonas, que acabó por crear diversos municipios en el estado, la villa de Itamarati es elevada a la categoría de municipio autónomo del Amazonas, a través de la Enmienda Constitucional n.º 12 de aquel año. El territorio de Itamarati es desglosado de Carauari y de parte del área territorial del municipio vecino de Tapauá.

## Geografía
El municipio de Itamarati está localizado en el estado del Amazonas, en la Mesorregión del Suroeste Amazonense, que engloba 16 municipios del estado distribuidos en dos microrregiones,  el municipio pertenece a la Microrregión del Juruá, que recibe ese nombre en virtud del río Juruá y reúne siete municipios: Carauari, Eirunepé, Envira, Guajará, Ipixuna, Itamarati y Juruá. Itamarati está a una distante de 985 km al suroeste de Manaus.

### Relieve y clima
El suelo del municipio de Itamarati es de tipo arenoso en su parte más elevada, y posee una condensación mixta (argila-arenoso) en las inmediaciones de los márgenes del río Juruá. Las coordenadas cartesianas del municipio son las siguientes: 6°45′ de latitude sur y 67°58′ de longitud a oeste del meridiano de Greenwich.
El clima presentado en el municipio es ecuatorial, también llamado de tropical lluvioso y húmedo. Las temperaturas máximas alcanzan en torno a los 35 °C y las mínimas llegan a alcanzar 20 °C. En el general, la temperatura media registrada en Itamarati es de 27 °C.

## Educación
Itamarati ha sido el municipio con mejor educación en el Amazonas, alcanzó las mayores notas en el Índice de Desarrollo de la Educación Básica (IDEB) en los últimos años. El municipio saltó de 1,6 puntos obtenidos en el indicador, en 2005, para 5,2 puntos en 2009. En 2011 hubo caída en la nota del municipio, pero aun así obtuvo una de las mayores del estado. Con datos del indicador en 2011, de cada 100 alumnos de la enseñanza fundamental residentes en el municipio, 21 no alcanzaron posiciones satisfactorias, lo que generó un flujo del 79% de aprobación. Las notas estandarizadas de las disciplinas de lengua portuguesa y matemática, tenidas como las principales de la enseñanza brasileña, quedó en 6,42 puntos. Aún en consonancia con el indicador, 65% de las instituciones de enseñanza del municipio alcanzaron la meta propuesta, mientras otros 2% registraron caída.
La institución de enseñanza municipal que obtuvo el mejor registro en el IDEB en 2011 fue la Escuela Municipal Francisca Gomes Lobo, que registró 5,2 puntos. Sin embargo, la mejor nota obtenida fue de la Escuela Provincial Santos Dumont, que registró 6,3 puntos en el IDEB.
Además de instituciones de enseñanza primarios, no hay en el municipios unidades que oferten enseñanza superior.
- Datos: Q1102558
- Multimedia: Itamarati / Q1102558